# Aeroob
Een organisme is aeroob wanneer het alleen in een zuurstofrijk milieu kan gedijen, omdat het dizuurstof gebruikt ten behoeve van de celademhaling, het energieleverende proces binnen het metabolisme. Dit in tegenstelling tot anaerobe organismen, die voor hun energievoorziening geen zuurstof nodig hebben.
Men onderscheidt de volgende typen organismen wat betreft hun zuurstofgebruik: 
- Strikte aeroben vereisen moleculaire zuurstof (O2) voor de dissimilatie. Hierbij oxideren ze substraten, in de vorm van kleine biochemische moleculen, met name glucose, ook wel vetzuren of aminozuren, in een biochemisch proces en wekken zo energie op.
- Facultatief (an)aeroben zijn organismen (zoals gisten) die zowel met als zonder zuurstof kunnen gedijen, en in een zuurstofloos milieu andere biochemische reactieketens gebruiken om in hun energiebehoefte te voorzien.
- Microaerofielen zijn organismen die zuurstof voor hun energievoorziening kunnen benutten, maar dan in lage concentraties.
- Aerotolerante organismen kunnen overleven in aanwezigheid van zuurstof, maar zijn feitelijk anaeroob, omdat ze uiteindelijk geen zuurstof gebruiken als elektronenacceptor.

Een goed voorbeeld van aerobe biochemische oxidatie is de dissimilatie, waarbij glucose (een monosacharide) geoxideerd wordt en de elektronen worden overgedragen op zuurstof:
C6H12O6 + 6 O2 + 38 ADP + 38 fosfaat →  6 CO2 + 6 H2O + 38 ATP
Hierbij wordt 2880 kJ per mol vrijgemaakt. Deze energie wordt gebruikt om per molecuul glucose 38 ATP-moleculen te regenereren uit 38 ADP-moleculen. Dit is negentienmaal zo veel energie per suikermolecuul als in een typische anaerobe reactie. Eukaryoten, dat zijn organismen met cellen met een volledige celkern, ontvangen gedurende dit proces slechts een nettowinst van 36 ATP uit het ADP, omdat er energie nodig is om de voedingsstoffen door het celmembraan heen te brengen, via actief transport. Deze chemische vergelijking van de dissimilatie is de eindvergelijking na het achtereenvolgens doorlopen van glycolyse, de citroenzuurcyclus en de oxidatieve fosforylering.
Voorbeelden van strikt aerobe bacteriën zijn Serratia en Pseudomonas aeruginosa. 